# Seznam remešských biskupů a arcibiskupů

Znak remešské arcidiecéze

Seznam remešských biskupů a arcibiskupů zahrnuje všechny představitele diecéze remešské založené ve 3. století a roku 748 povýšené na arcidiecézi.

## Biskupové
- cca 260: svatý Sixtus z Remeše
- cca 280: svatý Sinnicius
- cca 290: svatý Amansius
- cca 300–cca 327: Betause
- 328–340: Aper
- Dyscolie
- 348–359: svatý Maternian
- Domitianus
- 361–389: svatý Donatian
- 390–394: svatý Vincent
- 394–400: svatý Severus
- 400–407: svatý Nicasius
- 407–441: Barucius
- 441–???: Barnabas
- ???–459: Bennage
- 459–533: svatý Remigius
- 533–535: Romanus
- cca 535: Flavius
- cca 549: Mappinus
- 550–590: Egidius
- 590–593: Romulph
- 593–631: Sonnatius
- 631–641: Leudigisil
- 641–646: Angelbert
- 646–649: Lando
- 649–673: svatý Nivard z Remeše
- 673–689: svatý Rieul z Remeše
- 689–717: svatý Rigobert z Remeše
- 717–717: svatý Liutwin
- 717–744: Milo z Trieru
- 744–748: svatý Ábel z Remeše

## Arcibiskupové
- 748–795: Tilpin
- 795–812: sedisvakance
- 812–816: Wulfar
- 816–835: Ebo z Remeše
- 835–845: sedisvakance
- 845–882: Hinkmar z Remeše
- 882–900: Fulko z Remeše
- 900–922: Heriveus z Remeše
- 922–925: Seulf z Remeše
- 925–931: Hugo z Vermandois
- 931–940: Artold z Remeše
- 940–946: Hugo z Vermandois (podruhé)
- 946–961: Artold z Remeše (podruhé)
- 962–969: Odelric
- 969–988: Adalbero
- 988–991: Arnulf z Remeše
- 991–999: Gerbert z Aurillacu
- 999–1021: Arnulf z Remeše (podruhé)
- 1021–1033: Ebles I. z Roucy
- 1033–1055: Guido ze Châtillon
- 1055–1067: Gervais de Belleme
- 1069–1080: Manasses I.
- 1083–1096: Renaud du Bellay
- 1096–1106: Manasses II. ze Châtillonu
- 1106: Gervais z Rethelu
- 1106–1124: Raoul le Vert
- 1125–1138: Renaud z Martigné
- 1140–1161: Samson z Mauvoisin
- 1162–1175: Jindřich Francouzský (syn Ludvíka VI.)
- 1176–1202: Vilém z Blois
- 1204–1206: Guy Pare
- 1207–1218: Alberic de Humbert
- 1219–1226: Guillaume de Joinville
- 1227–1240: Jindřich z Dreux
- 1244–1249: Yves de Saint-Martin nebo Juhel de Mathefelon
- 1249–1262: Thomas de Beaumes
- 1266–1270: Jean de Courtenay-Champignelles
- 1273–1298: Pierre Barbet
- 1299–1323: Robert de Courtenay-Champignelles
- 1324–1334: Guillaume de Trie
- 1335–1351: Jean de Vienne
- 1351–1352: Hugues d'Arcy
- 1352–1355: Humbert II.
- 1355–1373: Jean de Craon
- 1374–1375: Louis Thesart
- 1374–1389: Richard Picque
- 1389–1390: Ferry Cassinel
- 1391–1409: Guy de Roye
- 1409–1429: Simon de Cramaud
- 1413–1413: Pierre Trousseau
- 1413–1443: Regnault de Chartres
- 1445–1449: Jacques Juvénal des Ursins
- 1449–1473: Jean Juvénal des Ursins
- 1474–1493: Pierre de Montfort-Laval
- 1493–1497: Robert Briçonnet
- 1497–1507: Guillaume Briçonnet
- 1507–1508: Charles Dominique de Carreto
- 1509–1532: Robert I. de Lénoncourt
- 1533–1538: Jean de Lorraine-Guise
- 1538–1574: Charles de Lorraine-Guise
- 1574–1588: Louis II. de Lorraine-Guise
- 1592–1594: Nicolas de Poilleve
- 1594–1605: Philippe du Bec
- 1605–1621: Louis III. de Lorraine-Guise
- 1623–1629: Guillaume de Gifford
- 1629–1641: Henri II. de Lorraine
- 1641–1651: Léonor d'Estampes de Valençay
- 1651–1659: Heinrich II. von Savoyen-Nemours
- 1657–1671: Antonio Barberini
- 1671–1710: Charles-Maurice Le Tellier
- 1710–1721: François de Mailly
- 1722–1762: Armand Jules de Rohan-Guémené
- 1763–1777: Charles-Antoine de la Roche-Aymon
- 1777–1790: Alexandre-Angélique de Talleyrand-Périgord
- 1801–1824: Jean-Charles de Coucy
- 1824–1839: Jean-Baptist-Marie-Anne-Antoine de Latil
- 1840–1866: Thomas Gousset
- 1867–1874: Jean-François Landriot
- 1874–1905: Benoît Langénieux
- 1906–1930: Louis Luçon
- 1930–1940: Emmanuel Suhard
- 1940–1960: Louis-Augustin Marmottin
- 1960–1968: François Marty
- 1968–1972: Jean-Marie Maury
- 1973–1988: Jacques Ménager
- 1988–1995: Jean Balland
- 1995–1998: Gérard Defois
- 1999–2018 Thierry Jordan
- od 2018 Éric de Moulins-Beaufort